# Finish – Endspurt bis zum Sieg
Finish – Endspurt bis zum Sieg (Originaltitel: The Boy in Blue) ist ein kanadischer Sportfilm aus dem Jahr 1986. Die Hauptrolle spielt Nicolas Cage.

## Handlung
Ned Hanlan wird von einem Spieler namens Bill adoptiert, der den Jungen auf der Skulling-Rennstrecke für seinen eigenen Geldgewinn fördert. Als junger Mann ist Ned sehr anfällig für Probleme, aber es fehlt ihm nicht die Entschlossenheit, die erforderlich ist, um ein hervorragender Athlet zu werden. Bei diesem Versuch übernimmt ein Geschäftsmann namens Knox die Kontrolle über Hanlans Karriere, der Ned für seinen persönlichen Gewinn unterstützt und ihn abwirft, wenn dieser Gewinn nicht mehr in Sicht ist. Ned lernt durch Knox dessen Nichte Margaret kennen und verliebt sich in sie. Die beiden heiraten, jedoch bemerkt Knox, dass sein beruflicher Erfolg durch die Ehe begrenzt ist.

## Synchronisation
Die Synchronisation des Films entstand 1984 in Hamburg.
| Rolle      | Schauspieler        | Deutscher Sprecher       |
| ---------- | ------------------- | ------------------------ |
| Ned Hanlan | Nicolas Cage        | Torsten Sense            |
| Margaret   | Cynthia Dale        | Rebecca Völz             |
| Knox       | Christopher Plummer | Friedrich Georg Beckhaus |
| Walter     | Sean Sullivan       | Heinz Theo Branding      |
| Bill       | David Naughton      | Jürgen Heinrich          |
| Duide      | Melody Anderson     | Heike Schroetter         |

## Rezeption
Der Film erhielt überwiegend negative Kritiken. Auf IMDb hat der Film eine Bewertung von 5,3 von 10. Auf Rotten Tomatoes hat der Film eine Bewertung von 44 %, basierend auf 709 Kritikern.
Die New York Times glaubte, dass der Film nicht über das typische Klischee von Filmen über Sportler hinausgeht, und glaubt, dass diese Arten von Filmen einer obligatorischen Formel folgen. Wenn die Formel nicht funktioniert, sieht der Film „einfach nur albern aus“, was nach Ansicht der New York Times bei diesem Film der Fall war.